# Осьмаки (Коропский район)
Осьмаки (укр. Осьмаки) — село в Коропском районе Черниговской области Украины. Население — 70 человек. Расположено на реке Богачка.
Код КОАТУУ: 7422281002. Почтовый индекс: 16222. Телефонный код: +380 4656.

## Власть
Орган местного самоуправления — Вербовский сельский совет. Почтовый адрес: 16222, Черниговская обл., Коропский р-н, с. Верба, ул. Шевченко, 49.